# Marché-Concours national de chevaux

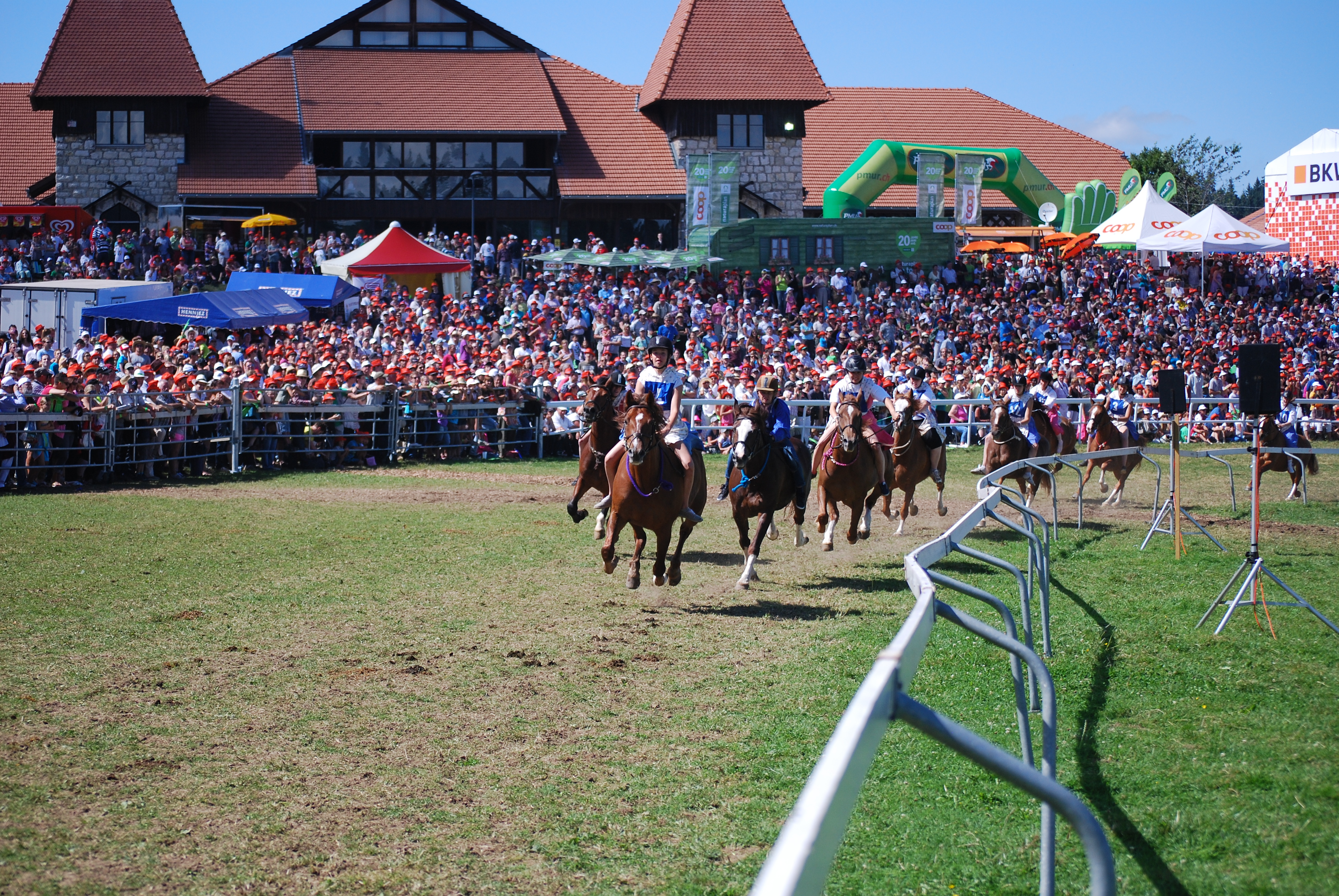
Ländliches Pferderennen mit jungen Reitern: Es werden Freiberger-Pferde ohne Sattel und Steigbügel geritten.

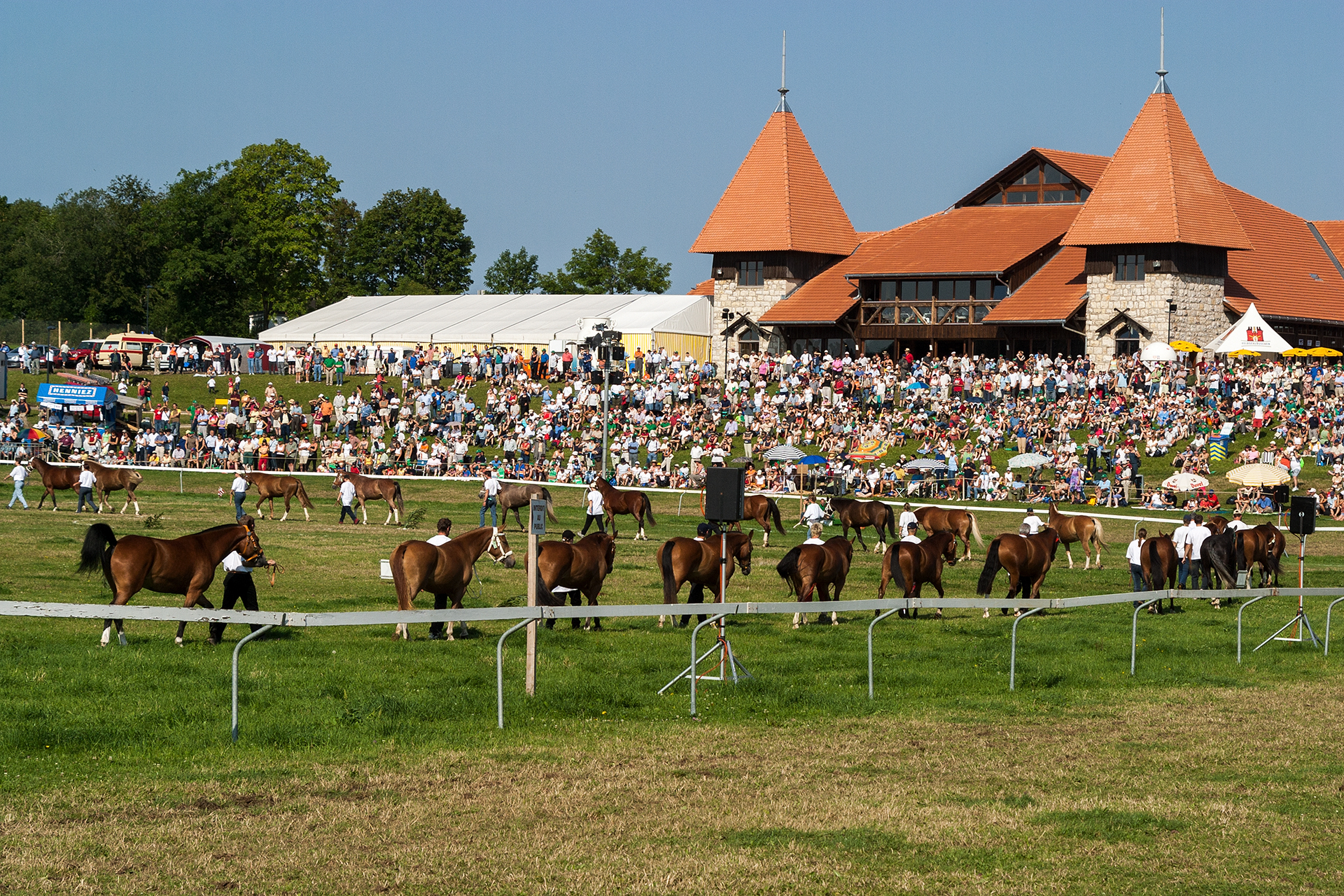
Vorführung der Zuchthengste am Marché-Concours 2004

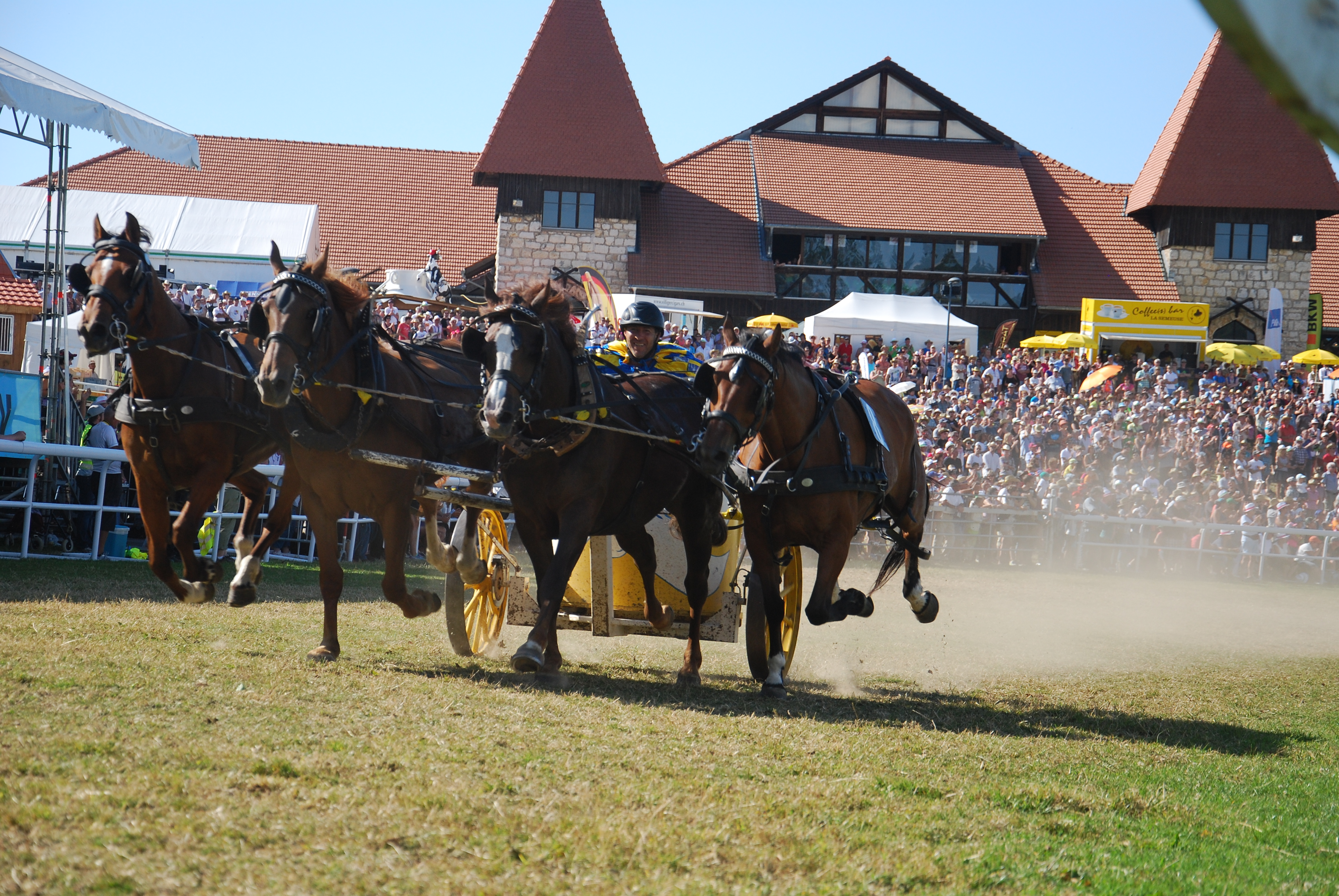
Wagenrennen mit römischen Streitwagen

Der Marché-Concours national de chevaux (deutsch etwa Nationales Pferdewettrennen) ist eine jährlich stattfindende Schau für Freiberger-Pferde mit einem Pferderennen und einem Pferdemarkt in Saignelégier, Kanton Jura, Schweiz. Die Veranstaltung ist die zentrale Bühne der Freiberger Pferdezucht, die zu den lebendigen Traditionen der Schweiz gehört.

## Pferderennen
Als besondere Attraktion gelten die Pferde- und Wagenrennen mit den Freiberger Pferden. In den meisten Kategorien wird traditionell ohne Sattel und Steigbügel geritten. Dabei sind immer besonders viele junge Reiter am Start.
Die Wagenrennen werden in vier Disziplinen ausgetragen:
- Zweiachsige Wagen mit einem Pferd,
- Zweiachsige Wagen mit 4 Pferden,
- Römische Streitwagen mit 2 Pferden
- Römische Streitwagen mit 4 Pferden.

Die letzten zwei Kategorien, die seit Mitte der 1990er Jahre ausgetragen werden, gelten als Höhepunkt der Veranstaltung. Der Bezug zum berühmtesten Pferderennen der (Film)geschichte, jenem in Ben Hur, ist offensichtlich, zumal beim Einzug der Kontrahenten die Filmmusik aus genau jenem Film gespielt wird.

## Geschichte
Der Marché-Concours national des chevaux wurde zum ersten Mal vom 28. bis 30. August 1897 vom Bauernverband der Freiberge organisiert. Bei diesem ersten Marché-Concours handelte es sich in erster Linie um eine landwirtschaftliche Ausstellung für Pferde und auch Rinder. Aus wirtschaftlichen Gründen fand die zweite Ausstellung erst zwei Jahre später statt, diesmal mit einem Umzug und Rennveranstaltungen. Bei dem dritten Marché-Concours 1901 fielen diese Erweiterungen wiederum aus finanziellen Gründen weg, und die Veranstaltung wurde auf die Ausstellung von 500 Pferden beschränkt. Ab 1904 konnte der Marché-Concours national des chevaux jährlich stattfinden, da die Organisation durch den Bau der Markthalle Halle-Cantine sehr vereinfacht worden war. Nur während des Ersten Weltkriegs fiel die Veranstaltung dreimal aus, so dass 2003 der 100. Marché-Concours national des chevaux gefeiert wurde. Heute wird das Fest immer am zweiten August-Wochenende ausgerichtet und von etwa 50.000 Zuschauern besucht.
Am 12. August 2001 wurde im Rahmen des Marché-Concours national des chevaux der Unspunnenstein zurückgegeben. Er war 1984 von jurassischen Separatisten in Interlaken gestohlen worden.

## Bilder

Galerie: Marché-Concours
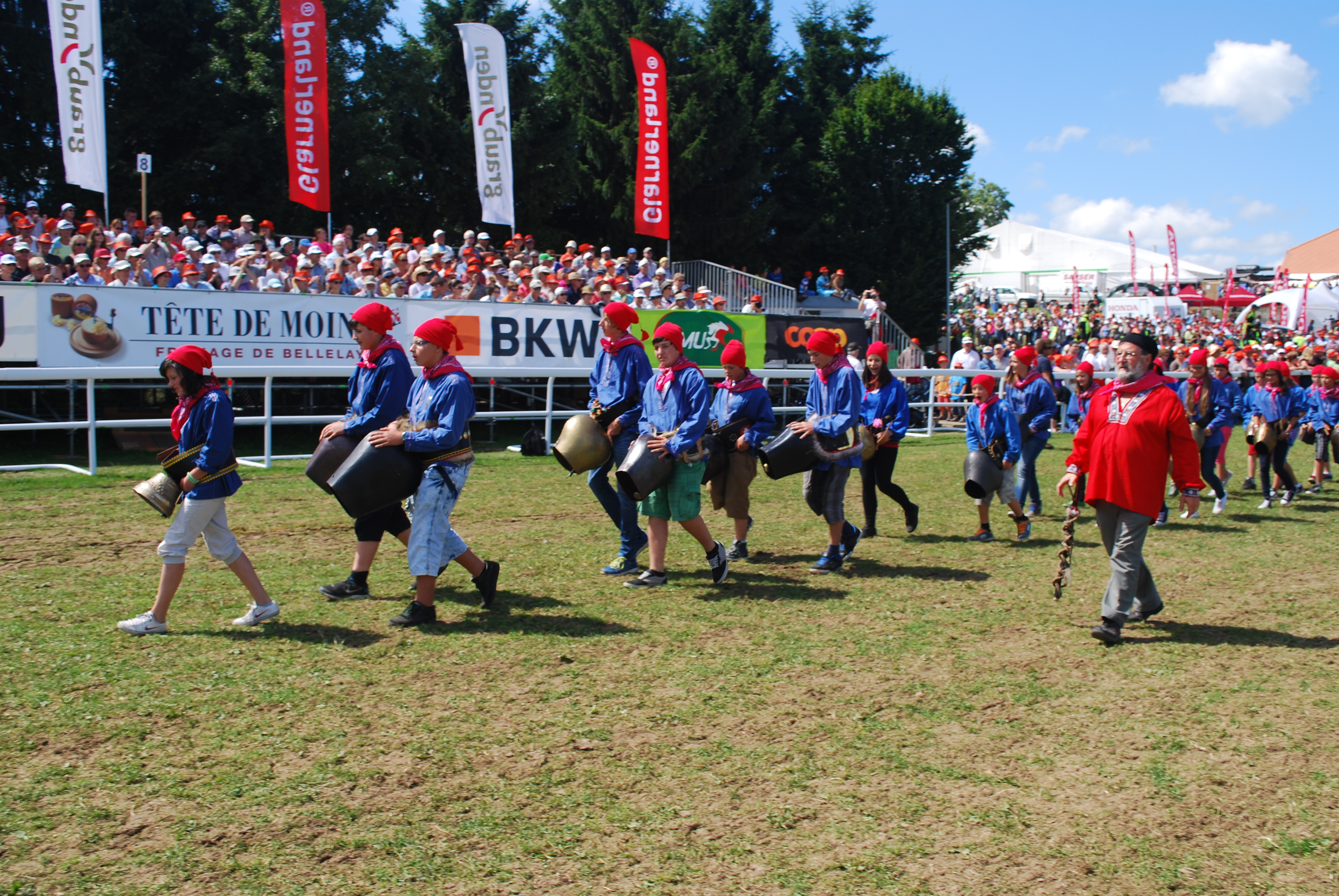
Umzug des Gastkantons: Hier wird der Bündner Brauch Chalandamarz präsentiert.
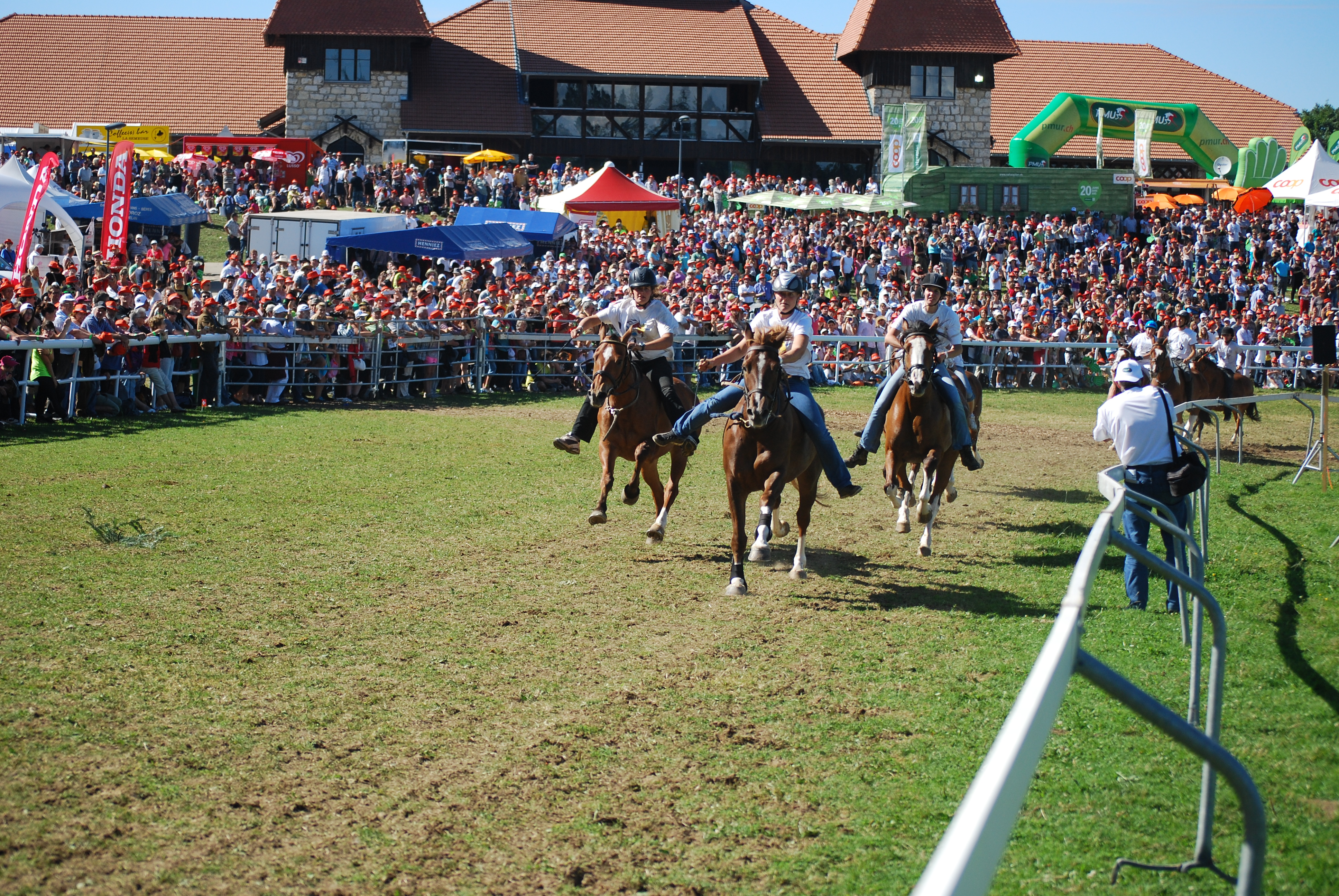
Viele Zuschauer feuern die Teilnehmer an.
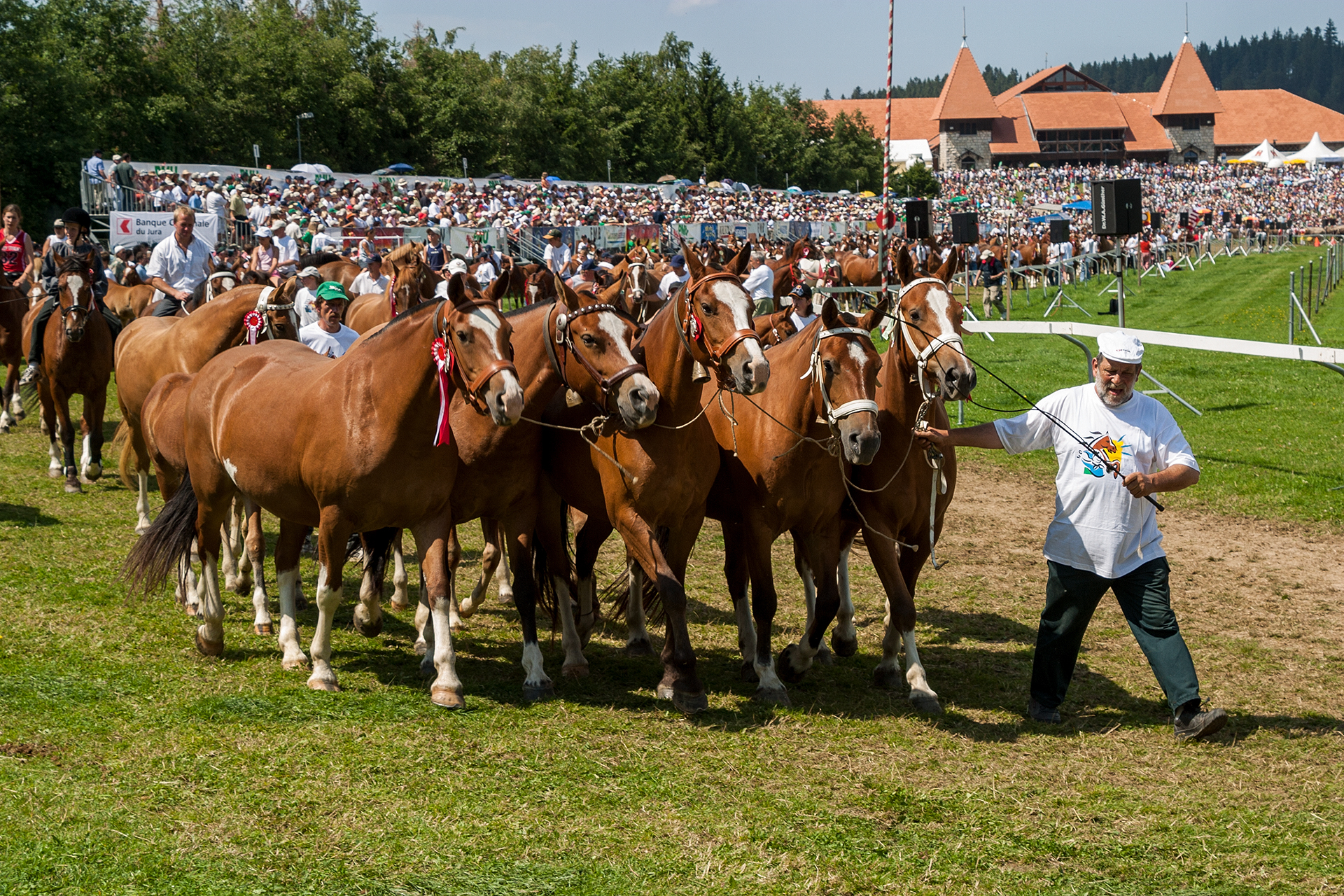
Prämierte Freiberger
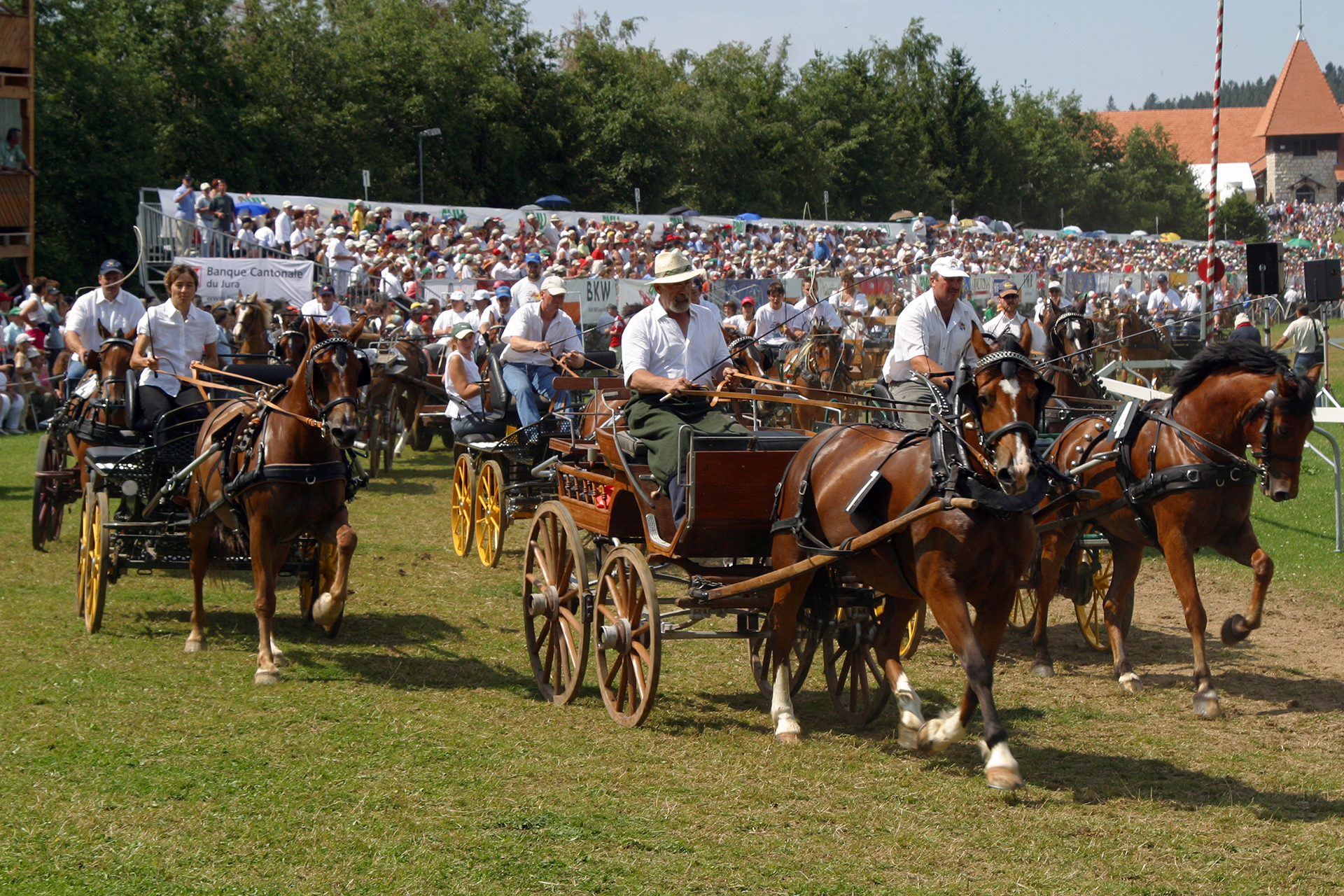
Wagenrennen